# ダニエル・サメク
ダニエル・サメク（Daniel Samek、2004年2月19日 - ）は、チェコ・ハルプキー出身のサッカー選手。セリエA・USレッチェ所属。ポジションはMF、DF。

## クラブ経歴
FCフラデツ・クラーロヴェーでサッカーを初め、2018年に国内の強豪SKスラヴィア・プラハの下部組織に加入した。2021年3月3日、チェコ・カップのFCスラヴィア・カルロヴィー・ヴァリー戦にて、70分に途中交代でトップチームデビューを果たした。プロ初ゴールは、同年8月22日のFCバニーク・オストラヴァ戦である。
2022年7月30日、セリエAのUSレッチェに移籍し、5年契約を結んだ。

## 代表経歴
2019年からチェコの各世代別代表に招集され始め、これまでU-15やU-16、U-18、U-19といったカテゴリーで経験を積んだ。